# Namassa (Mané)
Pour les articles homonymes, voir Namassa.
Namassa est une localité située dans le département de Mané de la province du Sanmatenga dans la région Centre-Nord au Burkina Faso.

## Économie
Les activités du village reposent essentiellement sur l'agro-pastoralisme.

## Éducation et santé
Le centre de soins le plus proche de Namassa est le centre de santé et de promotion sociale (CSPS) de Mané tandis que le centre hospitalier régional (CHR) se trouve à Kaya.
Namassa possède une école primaire publique, qui bénéficie, comme d'autres écoles du département, d'une coopération éducative avec les écoles de la commune française de Ville-d'Avray.